# Aspidistra
Aspidistra Ker Gawl. è un genere di piante angiosperme monocotiledoni della famiglia Asparagaceae (sottofamiglia Nolinoideae).

## Etimologia
Il nome del genere deriva dal greco ασπίς, aspís, nel senso di scudo, per via dell'aspetto delle foglie.

## Descrizione
Comprende piante dal rizoma carnoso e dalle foglie larghe e dure di colore verde intenso, lucide e sempreverdi; alcune specie hanno foglie maculate (Aspidistra lurida), diverse cultivar hanno foglie striate di bianco o di giallo. I fiori, che crescono quasi a diretto contatto con la terra, non sono vistosi, spesso nascosti dal folto fogliame (per questo alcuni ritengono che non fiorisca mai), di colore porpora-brunastro, a volte con macchioline chiare, sbocciano in estate generando una bacca nerastra.

## Biologia
Sono piante molto longeve che possono vivere più di cento anni.

## Distribuzione e habitat
Il genere è originario dell'Asia orientale, dall'Himalaya e dall'Indocina sino alla Cina meridionale e al Giappone.

## Tassonomia
Il genere comprende le seguenti specie:
- Aspidistra acetabuliformis Y.Wan & C.C.Huang
- Aspidistra alata Tillich
- Aspidistra albiflora C.R.Lin, W.B.Xu & Yan Liu
- Aspidistra albopurpurea Aver. & Tillich
- Aspidistra alternativa D.Fang & L.Y.Yu
- Aspidistra anomala Aver. & Tillich
- Aspidistra arnautovii  Tillich
- Aspidistra atrata Aver., Tillich & B.H.Quang
- Aspidistra atroviolacea Tillich
- Aspidistra attenuata Hayata
- Aspidistra australis S.Z.He & W.F.Xu
- Aspidistra austrosinensis Y.Wan & C.C.Huang
- Aspidistra austroyunnanensis G.W.Hu, Lei Cai & Q.F.Wang
- Aspidistra averyanovii  N.S.Lý & Tillich
- Aspidistra babensis K.S.Nguyen, Aver. & Tillich
- Aspidistra bamaensis C.R.Lin, Y.Y.Liang & Yan Liu
- Aspidistra basalis Tillich
- Aspidistra bella Aver., Tillich & K.S.Nguyen
- Aspidistra bicolor Tillich
- Aspidistra bogneri Tillich
- Aspidistra brachypetala C.R.Lin & B.Pan
- Aspidistra brachystyla Aver. & Tillich
- Aspidistra cadamensis N.S.Lý & Tillich
- Aspidistra caespitosa C.Pei
- Aspidistra campanulata Tillich
- Aspidistra carinata Y.Wan & X.H.Lu
- Aspidistra carnosa Tillich
- Aspidistra cavicola D.Fang & K.C.Yen
- Aspidistra cerina G.Z.Li & S.C.Tang
- Aspidistra chishuiensis S.Z.He & W.F.Xu
- Aspidistra chongzuoensis C.R.Lin & Y.S.Huang
- Aspidistra chunxiuensis C.R.Lin & Yan Liu
- Aspidistra clausa Vislobokov
- Aspidistra claviformis Y.Wan
- Aspidistra cleistantha D.X.Nong & H.Z.Lü
- Aspidistra coccigera Aver. & Tillich
- Aspidistra columellaris Tillich
- Aspidistra connata Tillich
- Aspidistra corniculata Vislobokov
- Aspidistra crassifila Yan Liu & C.I Peng
- Aspidistra cruciformis Y.Wan & X.H.Lu
- Aspidistra cryptantha Tillich
- Aspidistra cyathiflora Y.Wan & C.C.Huang
- Aspidistra cylindrica Vislobokov & Nuraliev
- Aspidistra daibuensis Hayata
- Aspidistra daxinensis M.F.Hou & Yan Liu
- Aspidistra deflexa Aver., Tillich & V.T.Pham
- Aspidistra dodecandra (Gagnep.) Tillich
- Aspidistra dolichanthera X.X.Chen
- Aspidistra ebianensis K.Y.Lang & Z.Y.Zhu
- Aspidistra elatior Blume
- Aspidistra elegans Aver. & Tillich
- Aspidistra erecta Yan Liu & C.I Peng
- Aspidistra erosa Aver., Tillich, T.A.Le & K.S.Nguyen
- Aspidistra erythrocephala C.R.Lin & Y.Y.Liang
- Aspidistra extrorsa C.R.Lin & D.X.Nong
- Aspidistra fasciaria G.Z.Li
- Aspidistra fenghuangensis K.Y.Lang
- Aspidistra fimbriata F.T.Wang & K.Y.Lang
- Aspidistra flaviflora K.Y.Lang & Z.Y.Zhu
- Aspidistra foliosa Tillich
- Aspidistra fungilliformis Y.Wan
- Aspidistra geastrum Tillich
- Aspidistra glandulosa (Gagnep.) Tillich
- Aspidistra globosa Vislobokov & Nuraliev
- Aspidistra gracilis Tillich
- Aspidistra graminifolia Aver. & Tillich
- Aspidistra grandiflora Tillich
- Aspidistra guangxiensis S.C.Tang & Yan Liu
- Aspidistra guizhouensis S.Z.He & W.F.Xu
- Aspidistra hekouensis H.Li, C.L.Long & Bogner
- Aspidistra heterocarpa Aver., Tillich & V.T.Pham
- Aspidistra hezhouensis Q.Gao & Yan Liu
- Aspidistra huanjiangensis G.Z.Li & Y.G.Wei
- Aspidistra jiangjinensis S.R.Yi & C.R.Lin
- Aspidistra jiewhoei Tillich & kornick.
- Aspidistra jingxiensis Yan Liu & C.R.Lin
- Aspidistra khangii  Aver. & Tillich
- Aspidistra laongamensis C.R.Lin & X.Y.Huang
- Aspidistra laotica Aver. & Tillich
- Aspidistra lateralis Tillich
- Aspidistra leshanensis K.Y.Lang & Z.Y.Zhu
- Aspidistra letreae Aver., Tillich & T.A.Le
- Aspidistra leucographa C.R.Lin & C.Y.Zou
- Aspidistra leyeensis Y.Wan & C.C.Huang
- Aspidistra liboensis S.Z.He & J.Y.Wu
- Aspidistra linearifolia Y.Wan & C.C.Huang
- Aspidistra lingchuanensis C.R.Lin & L.F.Guo
- Aspidistra lingyunensis C.R.Lin & L.F.Guo
- Aspidistra lobata Tillich
- Aspidistra locii  Arnautov & Bogner
- Aspidistra longanensis Y.Wan
- Aspidistra longgangensis C.R.Lin, Y.S.Huang & Yan Liu
- Aspidistra longiconnectiva C.T.Lu, K.C.CHuang & J.C.Wang
- Aspidistra longifolia Hook.f.
- Aspidistra longiloba G.Z.Li
- Aspidistra longipedunculata D.Fang
- Aspidistra longipetala S.Z.Huang
- Aspidistra longituba Yan Liu & C.R.Lin
- Aspidistra longshengensis C.R.Lin & W.B.Xu
- Aspidistra lubae Aver. & Tillich
- Aspidistra luochengensis B.Pan & C.R.Lin
- Aspidistra luodianensis D.D.Tao
- Aspidistra lurida Ker Gawl.
- Aspidistra lutea Tillich
- Aspidistra maguanensis S.Z.He & D.H.Lv
- Aspidistra marasmioides Tillich
- Aspidistra marginella D.Fang & L.Zeng
- Aspidistra medusa Aver., K.S.Nguyen & Tillich
- Aspidistra micrantha Vislobokov & Nuraliev
- Aspidistra minor Vislobokov, Nuraliev & M.S.Romanov
- Aspidistra minutiflora Stapf
- Aspidistra mirostigma Tillich & kornick.
- Aspidistra molendinacea G.Z.Li & S.C.Tang
- Aspidistra multiflora Aver. & Tillich
- Aspidistra muricata F.C.How
- Aspidistra mushaensis Hayata
- Aspidistra nanchuanensis Tillich
- Aspidistra nankunshanensis Yan Liu & C.R.Lin
- Aspidistra neglecta Aver., Tillich & K.S.Nguyen
- Aspidistra nigra Aver., Tillich & K.S.Nguyen
- Aspidistra nikolaii  Aver. & Tillich
- Aspidistra nutans Aver. & Tillich
- Aspidistra obconica C.R.Lin & Yan Liu
- Aspidistra oblanceifolia F.T.Wang & K.Y.Lang
- Aspidistra obliquipeltata D.Fang & L.Y.Yu
- Aspidistra oblongifolia F.T.Wang & K.Y.Lang
- Aspidistra obtusata Vislobokov
- Aspidistra omeiensis Z.Y.Zhu & J.L.Zhang
- Aspidistra opaca Tillich
- Aspidistra ovatifolia Yan Liu & C.R.Lin
- Aspidistra oviflora Aver. & Tillich
- Aspidistra papillata G.Z.Li
- Aspidistra patentiloba Y.Wan & X.H.Lu
- Aspidistra paucitepala Vislobokov, Nuraliev & D.D.Sokoloff
- Aspidistra petiolata Tillich
- Aspidistra phanluongii Vislobokov
- Aspidistra pileata D.Fang & L.Y.Yu
- Aspidistra pingfaensis S.Z.He & Q.W.Sun
- Aspidistra pingtangensis S.Z.He, W.F.Xu & Q.W.Sun
- Aspidistra pulchella B.M.Wang & Yan Liu
- Aspidistra punctata Lindl.
- Aspidistra punctatoides Yan Liu & C.R.Lin
- Aspidistra purpureomaculata H.C.Xi, J.T.Yin & W.G.Wang
- Aspidistra qijiangensis S.Z.He & X.Y.Luo
- Aspidistra quadripartita G.Z.Li & S.C.Tang
- Aspidistra quangngaiensis N.S.Lý, Haev. & Tillich
- Aspidistra radiata G.W.Hu & Q.F.Wang
- Aspidistra recondita Tillich
- Aspidistra retusa K.Y.Lang & S.Z.Huang
- Aspidistra revoluta Hao Zhou, S.R.Yi & Q.Gao
- Aspidistra ronganensis C.R.Lin, Jing Liu & W.B.Xu
- Aspidistra sarcantha Aver., Tillich, T.A.Le & K.S.Nguyen
- Aspidistra saxicola Y.Wan
- Aspidistra semiaperta Aver. & Tillich
- Aspidistra sessiliflora Aver. & Tillich
- Aspidistra sichuanensis K.Y.Lang & Z.Y.Zhu
- Aspidistra sinensis Aver. & Tillich
- Aspidistra sinuata Aver. & Tillich
- Aspidistra spinula S.Z.He
- Aspidistra stellata Aver. & Tillich
- Aspidistra stenophylla C.R.Lin & R.C.Hu
- Aspidistra stricta Tillich
- Aspidistra subrotata Y.Wan & C.C.Huang
- Aspidistra superba Tillich
- Aspidistra sutepensis K.Larsen
- Aspidistra synpetala C.R.Lin & Yan Liu
- Aspidistra tenuifolia C.R.Lin & J.C.Yang
- Aspidistra tillichiana O.Colin
- Aspidistra tonkinensis (Gagnep.) F.T.Wang & K.Y.Lang
- Aspidistra triloba F.T.Wang & K.Y.Lang
- Aspidistra triquetra Aver., Son, Tillich & K.S.Nguyen
- Aspidistra triradiata Vislobokov
- Aspidistra truongii  Aver. & Tillich
- Aspidistra tubiflora Tillich
- Aspidistra typica Baill.
- Aspidistra umbrosa Tillich
- Aspidistra urceolata F.T.Wang & K.Y.Lang
- Aspidistra ventricosa Tillich & kornick.
- Aspidistra verruculosa Aver., Tillich & D.D.Nguyen
- Aspidistra vietnamensis (Aver. & Tillich) Aver. & Tillich
- Aspidistra viridiflora Vislobokov & Nuraliev
- Aspidistra wujiangensis W.F.Xu & S.Z.He
- Aspidistra xichouensis Lei Cai, Z.L.Dao & G.W.Hu
- Aspidistra xilinensis Y.Wan & X.H.Lu
- Aspidistra xuansonensis Vislobokov
- Aspidistra yizhouensis B.Pan & C.R.Lin
- Aspidistra yunwuensis S.Z.He & W.F.Xu
- Aspidistra zhangii  Aver., Tillich & K.S.Nguyen
- Aspidistra zhenganensis S.Z.He & Y.Wang
- Aspidistra zinaidae Aver. & Tillich
- Aspidistra zongbayi K.Y.Lang & Z.Y.Zhu

Le specie più diffuse sono A. elatior, A. typica, A. caespitosa, A. linearifolia, A. tonkinensis e A. lurida.

## Coltivazione
Pianta molto rustica e longeva, si adatta a qualunque tipo di terreno o esposizione, preferisce posizione ombreggiata e mai il sole diretto, sopporta climi con notevoli escursioni termiche (da -5° a +40 °C) anche se teme le forti gelate, si può usare terriccio universale ben drenato. L'Aspidistra necessita di una concimazione mensile nella bella stagione con fertilizzante minerale diluito nell'acqua delle innaffiature. Poco esigente come apporto idrico resiste bene a brevi periodi di siccità, le innaffiature in estate vanno effettuate quando il terreno è asciutto, diradarle d'inverno.
I rinvasi vanno eseguiti a fine autunno solo se le radici hanno occupato tutto lo spazio disponibile.
La moltiplicazione avviene per divisione dei cespi in primavera, invasando o interrando immediatamente le nuove piante, se si dispone dei frutti freschi si può seminare in autunno.

## Avversità
I raggi solari troppo intensi provocano un sensibile rallentamento della crescita e una decolorazione delle foglie.
In condizioni ambientali sfavorevoli le aspidistre possono subire attacchi di cocciniglie e afidi; nei terreni poco drenati si possono avere marciumi radicali per attacchi fungini.
Negli appartamenti sono frequenti gli attacchi di acari.

## Riferimenti nella cultura
Il loro nome è stato reso celebre dallo scrittore George Orwell nel romanzo Fiorirà l'aspidistra (Keep the aspidistra flying, 1936).